# Antonio Capuano
Antonio Capuano (Buenos Aires, ¿? - ibídem, 1963) fue un actor de reparto cinematográfico argentino.

## Carrera
Capuano fue un legendario actor cómico de reparto argentino tanto en cine como en teatro durante la época "dorada" argentina. Trabajó casi 20 películas secundando a capocómicos, a galanes y divas de los "teléfonos blancos", como Pepe Arias, Hugo del Carril, Tito Lusiardo, Ada Cornaro, Amelia Bence, Florén Delbene, Ricardo Passano, Nelly Darén, entre muchos otros.
En teatro integra en 1947 la "Compañía Argentina de Piezas Cómicas" encabezada por Emma Martínez y Mario Fortuna en el Teatro Cómico. Durante 1959 y 1960 integra la Compañía teatral de Francisco Petrone, con quien estrena la obra Un guapo del 900, junto con Virginia Romay, Perla Santalla, Luis Corradi, Arturo Bamio, Mariano Vidal Molina, Claudio Rodríguez Leiva, Claudio Martino, Juan Carlos Tiberio, Julio Gini, Alberto de Salvio, Utimio Bertozzi, Ovidio Fuentes, Armando Equiza, Claudia Lapacó y el Trío Los Porteños. Trabajó en la Compañía teatral de Pascual Pellicciotta en una obra cómica de José León Pagano, en el Teatro Metrópoli. En elenco también estaban Carlos Bianquet, Jorge Bengoechea, Filomena Mesutti, Alicia Rojas, Elsa Angélica González, Luis Arellano y Miguel Cossa.

### Filmografía
- 1936: Loco lindo
- 1937: Mateo
- 1937: La vuelta de Rocha
- 1938: Adiós Buenos Aires
- 1938: La estancia del gaucho Cruz
- 1939: Los pagarés de Mendieta
- 1939: La mujer y el jockey (Hipódromo)
- 1942: Así te quiero
- 1942: Ven mi corazón te llama
- 1942: El comisario de Tranco Largo
- 1942: Ven... mi corazón te llama
- 1943: El fabricante de estrellas
- 1943: La calle Corrientes
- 1947: Santos Vega vuelve
- 1950: Romance en tres noches
- 1950: Bólidos de acero
- 1953: Mercado negro
- 1958: Las tierras blancas[4]

### Teatro
- 1947: Camino bueno, obra emblemática de la dramaturgia peronista, con la dirección de Carlos Morganti, junto con actores de la talla de René Cossa, Jorge Lanza, Esperanza Palomero, Elida Lacroix, Pedro Maratea y Vicente Forastieri, entre otros.[5]
- 1947: Martín Fierro, estrenada en el Teatro Presidente Alvear, junto con Pedro Pompillo, Carlos Bianquet, Miguel Coiro, María Esther Paonessa, Hilda Vivar, Pedro Tocci, Francisco Rullán y Pascual Carcavallo.[6]
- 1947: Se necesita un hombre con cara de infeliz.
- 1959: Un guapo del 900.